# 天主教會與政治
天主教会与政治涉及天主教會与宗教政治以及后来的世俗政治之间的相互作用。天主教会的观点和教义在其历史上不断演变，有时对国家的政治产生重大影响。

## 概況
历史上，教会奉行严格的中立政策，該撒利亞的優西比烏等天主教思想家认为教会不应关心政治事务。然而，教会圣师之一希波的奥古斯丁提出最低限度参与政治的理论並影响了教会，根据他的理论，教会「接受即使是异教政府的合法性，这些政府维持的社会秩序对基督徒也是有益的，而且是在允许教会自由执行其传教任务的范围内。」13世纪，多瑪斯·阿奎那讨论了政治合法性的概念和使用政治权力的道德问题，认为有必要对政府权力加以明确限制。后来的托马斯主义者，如聖嘉耶當、弗朗西斯科·苏亚雷斯和羅伯·白敏提出了早期基督教民主的理念，根据这一理念，政治权力是上帝授予每个团体的，每个政治官员在做出政治决定时都要服从团体的决定；根据这一理念，团体也可以将权力从一个官员转移到另一个官员。
在早期教会中，聖經中的瑪竇福音 22:21（把属于凯撒的东西归还给凯撒，把属于天主的东西归还给天主）是关于教会的作用及其与世俗政府关系的讨论来源，它定义了天主教政治思想的二元论--与早期宗教不同，天主教会成为一个独立的机构，不属于任何种族或已有社区的政治结构。教会的教义认为，基督教团体与神职人员都是「神恩和灵感的接受者」。保罗·西格蒙德（Paul E. Sigmund）认为，民主思想在早期教会中就已存在，因为早期天主教徒「以团体的形式对共同事务做出决定，在遭受迫害时期几乎成为独立的自治实体」。
中世紀盛期是君主主義的鼎盛时期。在教会中，这意味着額我略八世和依諾增爵三世等教宗领导下的教宗权威的崛起，他们对欧洲的基督教国家施加了广泛的影响，并声称自己对欧洲所有国王拥有至高无上的权利，参与了诸如叙任权斗争等重大政治斗争。然而，中世纪的天主教思想家也开创了民主思想：索尔兹伯里的约翰谈到了一种基于基督教团体主义理想的概念民主，他将社会组织比作人体结构，每个社会阶层都有其在社会中的角色和参与政治的民主权利。天主教思想家认为，政府的权威应受到自然法和习惯法以及教会等独立机构的限制。即使是教宗的权威也应受到世俗贵族（主教制）和教会等级制度（通过秘密会议选举教宗和会议至上主义）的平衡。根据沃尔特·厄尔曼的说法，中世纪的天主教学者接近于设想并赞同现代形式的民主， 多瑪斯·阿奎那写道，法律应由「整个社会或代表社会的人」制定，并将「所有人参与选举统治者」的制度描述为最佳的治理形式，提出了普遍選舉的概念。
在选举民主和世俗主义兴起的现代，教会强烈反对反教权主义和反天主教的政权，并与之发生冲突。这其中包括法国大革命时期的法国，在那里教会成为严酷迫害的目标；数百名天主教神父在九月屠杀中被杀害，随后发生的恐怖统治也部分针对教会。虽然教会对法国、德国和意大利政权的抵制被视为教会反对民主的例证，但布拉德利·刘易斯认为这些政权根本就不民主，卡洛琳·M·华纳（Carolyn M. Warner）则指出教会「适应民主环境」，只要尊重神职人员的利益。